# 蒼い妖魔たち
『蒼い妖魔たち』（あおいようまたち）は、鈴宮和由による日本の漫画作品。

## 概要
月刊少年漫画雑誌『週刊少年サンデー増刊号』（小学館）にて、1985年8月号から1986年6月号まで連載された。単行本は小学館：少年サンデーコミックスより全2巻。ワイド版1巻。
竜神と人間のハーフである双子の兄妹・雷と鳴が、彼らの存在を禁忌とする妖魔たちと戦う姿を描く、ホラーアクション漫画。
本作の後日談に『朱鷺色怪魔』があり、後に本作も含めてOVA化された（詳細は『朱鷺色怪魔』の項を参照）。

## 主な登場人物
雷 雷（いかずち らい）
本作の主人公で、鳴の双子の兄。竜神と人間のハーフで、雷を操る能力を持つ。
人嫌いで喧嘩っ早く不器用だが、非常に優しく家族思いな青少年。
雷 鳴（いかずち めい）
本作のヒロインで、雷の双子の妹。竜神と人間のハーフで、水を操る能力を持つ。
兄と違い愛想と要領が良い、気の強い美少女。
月村 螢（つきむら けい）
容馬高校の2年生で、雷と鳴のクラスメートの少年。雷とは親友に、鳴とは恋人同士になる。
『朱鷺色怪魔』では鳴と結婚しており、子供たちの前でも今なおアツアツぶりを披露している。
雷 祥絵（いかずち あきえ）
雷と鳴の母。
雷 竜太（いかずち りゅうた）
雷と鳴の父で故人。その正体は竜神。
猪四郎（いしろう）
祥絵の昔馴染み（明言はされていないが、親戚と思われる）。姓は不明。
祥絵の結婚後も彼女に一途に想いを寄せており、未だ独身。雷と鳴を自分の子のように可愛がっている。
ばあちゃん
猪四郎と同居している老女（血縁関係は不明）。
体面にうるさく、また金にがめつい老女。